# 国東市消防本部
国東市消防本部（くにさきししょうぼうほんぶ）は、大分県国東市の消防部局（消防本部）である。国東市全域を管轄区域とするとともに、東国東郡姫島村の消防、救急業務を受託している。

## 主力機械
- 消防ポンプ自動車：7
- 化学消防車：1
- 高規格救急自動車：3
- 救急自動車：1
- 指揮車：1
- 救助工作車：1
- 小型動力ポンプ：6
- 資機材搬送車：1
- 救助工作車：1
- その他：3

2017年4月1日現在

## 沿革
- 1970年（昭和45年）9月1日 - 東国東郡国見町・国東町・武蔵町・安岐町によって東国東消防組合設立準備委員会が発足。
- 1971年（昭和46年）3月1日 - 東国東消防組合が設置許可を受ける。
- 1972年（昭和47年）
  - 4月1日 - 東国東消防組開庁式挙行。1本部1署3出張所（安岐、武蔵、国見）で実働開始。
  - 6月21日 - 姫島村の東国東消防組合への加入が決議される。
- 1973年（昭和48年）
  - 4月1日 - 姫島出張所実働開始。
  - 5月1日 - 東国東地域広域市町村圏事務組合消防本部・消防署に改称。
- 1997年（平成9年）7月1日 - 東国東広域連合消防本部・消防署に改称。
- 2006年（平成18年）
  - 3月31日 - 国見町・国東町・武蔵町・安岐町の新設合併による国東市の発足に伴い、国東市消防本部、消防署に改称。
  - 4月1日 - 姫島村が国東市に消防・救急業務を委託。
- 2012年（平成24年）
  - 4月1日 - 安岐、武蔵出張所を統合し、南分署の運用を開始。
  - 4月23日 - 南分署庁舎落成式を挙行。
- 2015年（平成27年）11月16日 - 新国東市消防本部・消防署が新庁舎に移転し運用を開始[1]。
- 2024年（令和6年）８月6日 - 通信指令業務を大分市消防局内の「おおいた消防指令センター」に移管[3][4]。

## 組織
- 本部 - 総務課、警防課、予防課[1]
- 消防署

## 消防署
| 消防署       | 住所                      | 分署                                                         | 出張所 |
| ------------ | ------------------------- | ------------------------------------------------------------ | ------ |
| 国東市消防署 | 国東市国東町北江3162番地1 | 南：国東市武蔵町糸原3928番地1                                |        |
| 国東市消防署 | 国東市国東町北江3162番地1 | 国見：国東市国見町中1380番地 姫島：東国東郡姫島村1629番地の1 |        |